# 國道5號 (芬蘭)
國道5號（芬蘭語：Valtatie 5/Vitostie）是一條縱貫芬蘭全境的公路，連接黑諾拉至索丹屈萊的一條公路，全長907公里。其中索丹屈萊—庫奧皮奧段為歐洲E63公路的一部分。